# Prunk
Prunk je priimek več znanih Slovencev:
- Janko Prunk (*1942), zgodovinar, politolog, univ. profesor in politik
- Josip Prunk (1876—1954), časnikar, podjetnik
- Ksenja Prunk (1905—1994), mladinska pisateljica in ilustratorka
- Ljudmila Prunk - Utva (1878—1947), mladinska pisateljica, pesnica in prevajalka
- Špela Prunk, arheologinja, kustosinja (PM Koper)